# Robert Weygand
Robert A. Weygand (né le 10 mai 1948 à Attleboro au Massachusetts) est un homme politique et paysagiste américain représentant le 2e district congressionnel de Rhode Island au Congrès des États-Unis entre 1997 et 2001.
Membre du Parti démocrate, Weygand représente le 84e district à la Chambre des représentants de Rhode Island entre 1985 et 1993. Par la suite, il est lieutenant-gouverneur de Rhode Island jusqu'à son élection au Congrès. Il quitte après deux mandats pour une campagne infructueuse pour le Sénat américain.

## Biographie
Weygand nait à Attleboro au Massachusetts, mais passe ses années universitaires à l'Université du Rhode Island dans l'État voisin où il accumule plusieurs diplômes entre 1971 et 1976. En 1982, il lance sa firme de paysagisme, Weygand, Orciuch, Christie, Inc., qui garde jusqu'à son ascension au poste de lieutenant-gouverneur de Rhode Island en 1993. En parallèle, il est membre de la Chambre des représentants de Rhode Island à partir de 1985. Élu à la chambre des représentants des États-Unis en 1996, il sert deux mandats dans le deuxième district congressionnel de Rhode Island. Durant son passage au Congrès d'État, il fait les manchettes en aidant le FBI dans l'enquête de maires corrompus dans l'État.
Durant son passage au Congrès, Weygand est un démocrate centriste voir conservateur sur plusieurs sujets dont l'environnement et l'avortement. Ces positions lui attire les foudres de ses collègues dont l'autre représentant de Rhode Island Patrick J. Kennedy. Il supporte également la mise à l'étude du projet de destitution de Bill Clinton à la suite de l'affaire Monica Lewinsky. À la suite de la mort de John Chafee en octobre 1999, il se porte candidat à sa succession face à son fils, le républicain modéré Lincoln Chafee. Après une primaire difficile face à l'ancien lieutenant-gouverneur Richard A. Licht, il est dans une lutte ardue face à Chafee dans cet état démocrate. Héritant de la popularité de son père et d'un historique de vote le plus à gauche parmi les républicain, Chafee est largement favori pour remporter la course, chose qui se confirme le soir de l'élection.
À la suite de son passage au Congrès, Wygand est directeur du Conseil de l'éducation supérieure de la Nouvelle-Angleterre puis est fait vice-président de son alma mater, l'université du Rhode Island où il reste jusqu'en 2013. Il prend alors un poste moindre comme directeur et professeur du programme d'administration publique. Son départ est tout de fois controversé dû à un versement de 51 707,36$ en vacances non-prises. Il reste cependant membre du conseil exécutif de l'université.
Weygand est membre de la Société américaine des paysagistes et du temple de la renommée d'ingénierie de l'université du Rhode Island.